# Danh sách tiểu hành tinh: 24001–24100
| Tên                 | Tên đầu tiên | Ngày phát hiện       | Nơi phát hiện                      | Người phát hiện |
| ------------------- | ------------ | -------------------- | ---------------------------------- | --------------- |
| 24001 -             | 1999 RK34    | 10 tháng 9 năm 1999  | Đài thiên văn Zvjezdarnica Višnjan | K. Korlević     |
| 24002 -             | 1999 RR35    | 11 tháng 9 năm 1999  | Višnjan Observatory                | K. Korlević     |
| 24003 -             | 1999 RG36    | 12 tháng 9 năm 1999  | Višnjan Observatory                | K. Korlević     |
| 24004 -             | 1999 RQ57    | 7 tháng 9 năm 1999   | Socorro                            | LINEAR          |
| 24005 Eddieozawa    | 1999 RB59    | 7 tháng 9 năm 1999   | Socorro                            | LINEAR          |
| 24006 -             | 1999 RQ86    | 7 tháng 9 năm 1999   | Socorro                            | LINEAR          |
| 24007 -             | 1999 RE91    | 7 tháng 9 năm 1999   | Socorro                            | LINEAR          |
| 24008 -             | 1999 RF94    | 7 tháng 9 năm 1999   | Socorro                            | LINEAR          |
| 24009 -             | 1999 RX98    | 7 tháng 9 năm 1999   | Socorro                            | LINEAR          |
| 24010 Stovall       | 1999 RR104   | 8 tháng 9 năm 1999   | Socorro                            | LINEAR          |
| 24011 -             | 1999 RR109   | 8 tháng 9 năm 1999   | Socorro                            | LINEAR          |
| 24012 -             | 1999 RO111   | 9 tháng 9 năm 1999   | Socorro                            | LINEAR          |
| 24013 -             | 1999 RR113   | 9 tháng 9 năm 1999   | Socorro                            | LINEAR          |
| 24014 -             | 1999 RB118   | 9 tháng 9 năm 1999   | Socorro                            | LINEAR          |
| 24015 Pascalepinner | 1999 RK123   | 9 tháng 9 năm 1999   | Socorro                            | LINEAR          |
| 24016 -             | 1999 RK126   | 9 tháng 9 năm 1999   | Socorro                            | LINEAR          |
| 24017 -             | 1999 RN126   | 9 tháng 9 năm 1999   | Socorro                            | LINEAR          |
| 24018 -             | 1999 RU134   | 9 tháng 9 năm 1999   | Socorro                            | LINEAR          |
| 24019 Jeremygasper  | 1999 RX137   | 9 tháng 9 năm 1999   | Socorro                            | LINEAR          |
| 24020 -             | 1999 RV142   | 9 tháng 9 năm 1999   | Socorro                            | LINEAR          |
| 24021 Yocum         | 1999 RT143   | 9 tháng 9 năm 1999   | Socorro                            | LINEAR          |
| 24022 -             | 1999 RA144   | 9 tháng 9 năm 1999   | Socorro                            | LINEAR          |
| 24023 -             | 1999 RX147   | 9 tháng 9 năm 1999   | Socorro                            | LINEAR          |
| 24024 Lynnejohnson  | 1999 RY159   | 9 tháng 9 năm 1999   | Socorro                            | LINEAR          |
| 24025 Kimwallin     | 1999 RV164   | 9 tháng 9 năm 1999   | Socorro                            | LINEAR          |
| 24026 Pusateri      | 1999 RN175   | 9 tháng 9 năm 1999   | Socorro                            | LINEAR          |
| 24027 Downs         | 1999 RP176   | 9 tháng 9 năm 1999   | Socorro                            | LINEAR          |
| 24028 Veronicaduys  | 1999 RP182   | 9 tháng 9 năm 1999   | Socorro                            | LINEAR          |
| 24029 -             | 1999 RT198   | 10 tháng 9 năm 1999  | Socorro                            | LINEAR          |
| 24030 -             | 1999 RT206   | 8 tháng 9 năm 1999   | Socorro                            | LINEAR          |
| 24031 -             | 1999 RV207   | 8 tháng 9 năm 1999   | Socorro                            | LINEAR          |
| 24032 Aimeemcarthy  | 1999 RO212   | 8 tháng 9 năm 1999   | Socorro                            | LINEAR          |
| 24033 -             | 1999 RY238   | 8 tháng 9 năm 1999   | Catalina                           | CSS             |
| 24034 -             | 1999 SF2     | 22 tháng 9 năm 1999  | Đài thiên văn Zvjezdarnica Višnjan | K. Korlević     |
| 24035 -             | 1999 SJ2     | 22 tháng 9 năm 1999  | Višnjan Observatory                | K. Korlević     |
| 24036 -             | 1999 SP4     | 29 tháng 9 năm 1999  | Višnjan Observatory                | K. Korlević     |
| 24037 -             | 1999 SB7     | 29 tháng 9 năm 1999  | Socorro                            | LINEAR          |
| 24038 -             | 1999 SL8     | 29 tháng 9 năm 1999  | Socorro                            | LINEAR          |
| 24039 -             | 1999 SS8     | 29 tháng 9 năm 1999  | Socorro                            | LINEAR          |
| 24040 -             | 1999 ST8     | 29 tháng 9 năm 1999  | Socorro                            | LINEAR          |
| 24041 -             | 1999 SO10    | 30 tháng 9 năm 1999  | Socorro                            | LINEAR          |
| 24042 -             | 1999 SY11    | 30 tháng 9 năm 1999  | Catalina                           | CSS             |
| 24043 -             | 1999 SD13    | 30 tháng 9 năm 1999  | Socorro                            | LINEAR          |
| 24044 Caballo       | 1999 SL17    | 30 tháng 9 năm 1999  | Socorro                            | LINEAR          |
| 24045 Unruh         | 1999 ST18    | 30 tháng 9 năm 1999  | Socorro                            | LINEAR          |
| 24046 Malovany      | 1999 TX3     | 2 tháng 10 năm 1999  | Ondřejov                           | L. Šarounová    |
| 24047 -             | 1999 TD6     | 6 tháng 10 năm 1999  | Stroncone                          | Stroncone       |
| 24048 Pedroduque    | 1999 TL11    | 10 tháng 10 năm 1999 | Ametlla de Mar                     | J. Nomen        |
| 24049 -             | 1999 TZ18    | 15 tháng 10 năm 1999 | Đài thiên văn Zvjezdarnica Višnjan | K. Korlević     |
| 24050 -             | 1999 TZ25    | 3 tháng 10 năm 1999  | Socorro                            | LINEAR          |
| 24051 Hadinger      | 1999 TW28    | 4 tháng 10 năm 1999  | Socorro                            | LINEAR          |
| 24052 Nguyen        | 1999 TC33    | 4 tháng 10 năm 1999  | Socorro                            | LINEAR          |
| 24053 -             | 1999 TS36    | 12 tháng 10 năm 1999 | Anderson Mesa                      | LONEOS          |
| 24054 -             | 1999 TZ37    | 1 tháng 10 năm 1999  | Catalina                           | CSS             |
| 24055 -             | 1999 TX71    | 9 tháng 10 năm 1999  | Kitt Peak                          | Spacewatch      |
| 24056 -             | 1999 TT73    | 10 tháng 10 năm 1999 | Kitt Peak                          | Spacewatch      |
| 24057 -             | 1999 TG76    | 10 tháng 10 năm 1999 | Kitt Peak                          | Spacewatch      |
| 24058 -             | 1999 TR89    | 2 tháng 10 năm 1999  | Socorro                            | LINEAR          |
| 24059 Halverson     | 1999 TE94    | 2 tháng 10 năm 1999  | Socorro                            | LINEAR          |
| 24060 Schimenti     | 1999 TQ100   | 2 tháng 10 năm 1999  | Socorro                            | LINEAR          |
| 24061 -             | 1999 TS100   | 2 tháng 10 năm 1999  | Socorro                            | LINEAR          |
| 24062 Hardister     | 1999 TF112   | 4 tháng 10 năm 1999  | Socorro                            | LINEAR          |
| 24063 Nanwoodward   | 1999 TV116   | 4 tháng 10 năm 1999  | Socorro                            | LINEAR          |
| 24064 -             | 1999 TK119   | 4 tháng 10 năm 1999  | Socorro                            | LINEAR          |
| 24065 Barbfriedman  | 1999 TW120   | 4 tháng 10 năm 1999  | Socorro                            | LINEAR          |
| 24066 Eriksorensen  | 1999 TE123   | 4 tháng 10 năm 1999  | Socorro                            | LINEAR          |
| 24067 -             | 1999 TW152   | 7 tháng 10 năm 1999  | Socorro                            | LINEAR          |
| 24068 Simonsen      | 1999 TR156   | 8 tháng 10 năm 1999  | Socorro                            | LINEAR          |
| 24069 Barbarapener  | 1999 TY172   | 10 tháng 10 năm 1999 | Socorro                            | LINEAR          |
| 24070 Toniwest      | 1999 TH173   | 10 tháng 10 năm 1999 | Socorro                            | LINEAR          |
| 24071 -             | 1999 TS174   | 10 tháng 10 năm 1999 | Socorro                            | LINEAR          |
| 24072 -             | 1999 TL192   | 12 tháng 10 năm 1999 | Socorro                            | LINEAR          |
| 24073 -             | 1999 TB198   | 12 tháng 10 năm 1999 | Socorro                            | LINEAR          |
| 24074 Thomasjohnson | 1999 TE198   | 12 tháng 10 năm 1999 | Socorro                            | LINEAR          |
| 24075 -             | 1999 TY209   | 14 tháng 10 năm 1999 | Socorro                            | LINEAR          |
| 24076 -             | 1999 TL223   | 2 tháng 10 năm 1999  | Socorro                            | LINEAR          |
| 24077 -             | 1999 TD233   | 3 tháng 10 năm 1999  | Socorro                            | LINEAR          |
| 24078 -             | 1999 TJ240   | 4 tháng 10 năm 1999  | Catalina                           | CSS             |
| 24079 -             | 1999 TH246   | 8 tháng 10 năm 1999  | Catalina                           | CSS             |
| 24080 -             | 1999 TU247   | 8 tháng 10 năm 1999  | Catalina                           | CSS             |
| 24081 -             | 1999 TY247   | 8 tháng 10 năm 1999  | Catalina                           | CSS             |
| 24082 -             | 1999 TD248   | 8 tháng 10 năm 1999  | Catalina                           | CSS             |
| 24083 -             | 1999 TM283   | 9 tháng 10 năm 1999  | Socorro                            | LINEAR          |
| 24084 Teresaswiger  | 1999 TG289   | 10 tháng 10 năm 1999 | Socorro                            | LINEAR          |
| 24085 -             | 1999 TM291   | 10 tháng 10 năm 1999 | Socorro                            | LINEAR          |
| 24086 -             | 1999 UT      | 16 tháng 10 năm 1999 | Đài thiên văn Zvjezdarnica Višnjan | K. Korlević     |
| 24087 Ciambetti     | 1999 UT3     | 27 tháng 10 năm 1999 | Dossobuono                         | L. Lai          |
| 24088 -             | 1999 UQ5     | 29 tháng 10 năm 1999 | Catalina                           | CSS             |
| 24089 -             | 1999 UW7     | 29 tháng 10 năm 1999 | Catalina                           | CSS             |
| 24090 -             | 1999 UY8     | 29 tháng 10 năm 1999 | Catalina                           | CSS             |
| 24091 -             | 1999 UC9     | 29 tháng 10 năm 1999 | Catalina                           | CSS             |
| 24092 -             | 1999 UU13    | 29 tháng 10 năm 1999 | Catalina                           | CSS             |
| 24093 -             | 1999 UM38    | 29 tháng 10 năm 1999 | Anderson Mesa                      | LONEOS          |
| 24094 -             | 1999 UN60    | 31 tháng 10 năm 1999 | Socorro                            | LINEAR          |
| 24095 -             | 1999 VN      | 2 tháng 11 năm 1999  | Zeno                               | T. Stafford     |
| 24096 -             | 1999 VQ2     | 5 tháng 11 năm 1999  | High Point                         | D. K. Chesney   |
| 24097 -             | 1999 VB6     | 5 tháng 11 năm 1999  | Oizumi                             | T. Kobayashi    |
| 24098 -             | 1999 VC7     | 7 tháng 11 năm 1999  | Đài thiên văn Zvjezdarnica Višnjan | K. Korlević     |
| 24099 -             | 1999 VF8     | 8 tháng 11 năm 1999  | Višnjan Observatory                | K. Korlević     |
| 24100 -             | 1999 VH8     | 8 tháng 11 năm 1999  | Višnjan Observatory                | K. Korlević     |